# Rumyana Kaisheva
Rumyana Kaisheva (búlgaro: Румяна Каишева) (26 de diciembre de 1955) es una exjugadora de voleibol de Bulgaria. Fue internacional con la Selección femenina de voleibol de Bulgaria. Compitió en los Juegos Olímpicos de Moscú 1980 en los que ganó la medalla de bronce y en los que jugó los cinco partidos.